# Circondario di Faucigny
Il circondario di Faucigny era uno dei circondari in cui era suddivisa la provincia di Annecy del Regno di Sardegna. Prendeva il nome dalla regione del Faucigny.

## Storia
In seguito all'annessione della Lombardia dal Regno Lombardo-Veneto al Regno di Sardegna (1859), fu emanato il decreto Rattazzi, che riorganizzava la struttura amministrativa del Regno, suddiviso in province, a loro volta suddivise in circondari. Il circondario di Faucigny fu creato come suddivisione della provincia di Annecy.
Il circondario di Faucigny ebbe vita breve: venne soppresso nel 1860, con la cessione della Savoia alla Francia.

## Suddivisione
Il circondario di Faucigny era diviso nei mandamenti di Bonneville, Saint-Gervais, Annemasse, Saint-Jeoire, Samoens, Taninges, Sallanches, La Roche, Cluses e Reignier.